# المديرية العامة للدفاع المدني (الأردن)
الدفاع المدني الأردني هو جهاز حكومي شبه عسكري تابع لوزارة الداخلية. أصبح جزءا من مديرية الأمن العام بإرادة ملكية صدرت في 16 ديسمبر 2019. تقوم وظيفته الرئيسية على حماية وإنقاذ الأرواح والممتلكات الخاصة والعامة سواء كانت للمواطنين أو المقيمين في الأردن.
مهام الدفاع المدني الأردني تتمثل بالتدخل لتقديم المساعدة والإسعاف للأشخاص في حالة وقوع حوادث وكوارث، كما تعمل على حماية الممتلكات من الأخطار بتحصين المباني احتياطاً لتجنب وقوع حوادث ما مثل الحرائق والغرق وحوادث السير والانهيارات وحالات التسمم والظروف الجوية القاهرة.

## التاريخ
دعت الحاجة لوجود دفاع مدني لانشاء جماعات مدنية صغيرة في إمارة شرق الأردن، وكانت تابعة للبلديات. وبسبب زيادة عدد الحروب والاضطرابات في المنطقة بعد سنة 1948، زادت الحاجة لانشاء جهة مختصة تدير الدفاع المدني، فتم تأسيس هيئة للدفاع المدني في المملكة الأردنية الهاشمية. وأخيراً تم تأسيس جهاز الدفاع المدني وسن قانون مؤقت له سنة 1956، وذلك بعد العدوان الثلاثي على مصر. ثم تم سن قانون دائم للدفاع المدني سنة 1959 والذي كان تابعاً لجهاز الأمن العام حتى انفصاله عنها سنة 1970، ثم الانفصال المالي عنها سنة 1978. ليصدر قانون جديد للدفاع المدني سنة 1999، والذي جاء لمواكبة التطورات التي طرأت على الدولة.

## مديرو الدفاع المدني
استلم قيادة الدفاع المدني الأردني منذ انفصاله عن الأمن العام عام 1970 عدة قيادات بفترات مختلفة ودون وجود مدة محددة لهم، يقوم بتعيينهم بشكل مباشر مجلس رئاسة الوزراء بعد موافقة الملك عليه، وهم:
| الاسم                  | من   | إلى  |
| ---------------------- | ---- | ---- |
| معن باشا أبو نوار      | 1965 | 1967 |
| قاسم باشا الناصر       | 1967 | 1976 |
| خالد باشا الطراونة     | 1976 | 1989 |
| عفيف باشا الغول        | 1989 | 1996 |
| ذيب باشا المعاني       | 1996 | 2000 |
| محمود باشا العبادي     | 2000 | 2005 |
| عواد باشا المساعيد     | 2005 | 2009 |
| عبد الله باشا الحمادنه | 2009 | 2010 |
| طلال باشا الكوفحي      | 2010 | 2017 |
| مصطفى البزايعة         | 2017 | 2019 |